# Jacques Necker

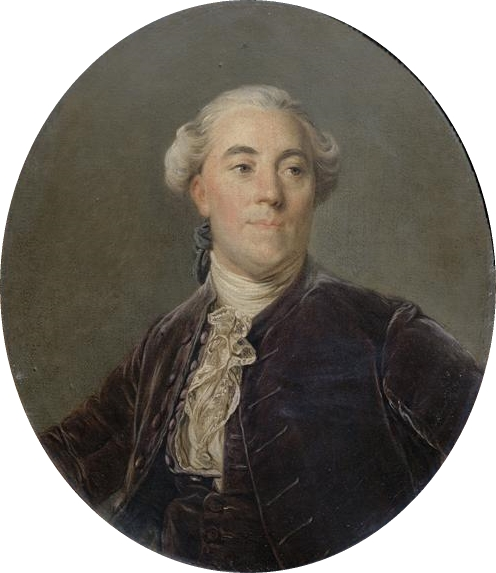
Retrato de Jacques Necker, obra de Joseph Duplessis, Palacio de Versalles.

Jacques Necker (Ginebra, Suiza, 30 de septiembre de 1732 - Coppet, Suiza, 9 de abril de 1804) fue un banquero ginebrino que se desempeñó como ministro de Hacienda de Luis XVI. Necker desempeñó un papel clave en la historia francesa antes y durante el primer período de la Revolución francesa.
Necker ocupó el cargo de finanzas entre 1777 y 1781 y es recordado hoy por dar el paso sin precedentes en 1781 de hacer público el presupuesto del país, una novedad en una monarquía absoluta donde el estado de las finanzas siempre se había mantenido en secreto. En 1788, la inexorable acumulación de intereses de la deuda nacional llevó a Francia a una crisis fiscal. Necker fue llamado al servicio real. Cuando fue destituido el 11 de julio de 1789, fue un factor que provocó el asalto a la Bastilla. En dos días, el rey y la asamblea llamaron a Necker. Necker entró triunfante en Francia e intentó acelerar el proceso de reforma fiscal. Ante la oposición de la Asamblea Constituyente dimitió en septiembre de 1790 ante una reacción de indiferencia generalizada. Necker fue un monárquico constitucional, un economista político y un moralista, que escribió una crítica severa del nuevo principio de igualdad ante la ley. Necker abrazó completamente la etiqueta de moderado y el concepto de Aurea mediocritas.

## Biografía
Jacques Necker era el segundo de los hijos de Charles Frédéric Necker, abogado de Küstrin, en Pomerania, que pasó a ser ciudadano de la República de Ginebra el 28 de enero de 1726, y de su esposa, Jeanne Gautier, hija del primer alcalde Gautier. 
A los dieciocho años, iniciará su carrera en la banca Thélusson y Vernet, primero en Ginebra y más adelante en París, y se convierte en 1756 en uno de los tres socios de la banca Thélusson, Vernet, Necker. Su fulgurante éxito como banquero le permite acumular en poco tiempo una fortuna considerable. Síndico de la Compañía francesa de las Indias Orientales, es uno de los artífices de su renacimiento (1764), pero no puede evitar que sea disuelta en 1770, debido a los brutales ataques de su enemigo personal, André Morellet.
En varias ocasiones, especialmente en 1772, Necker adelanta importantes sumas al Tesoro real, lo que le sirve para llamar la atención de Choiseul y el abad Terray.

### El acceso al poder

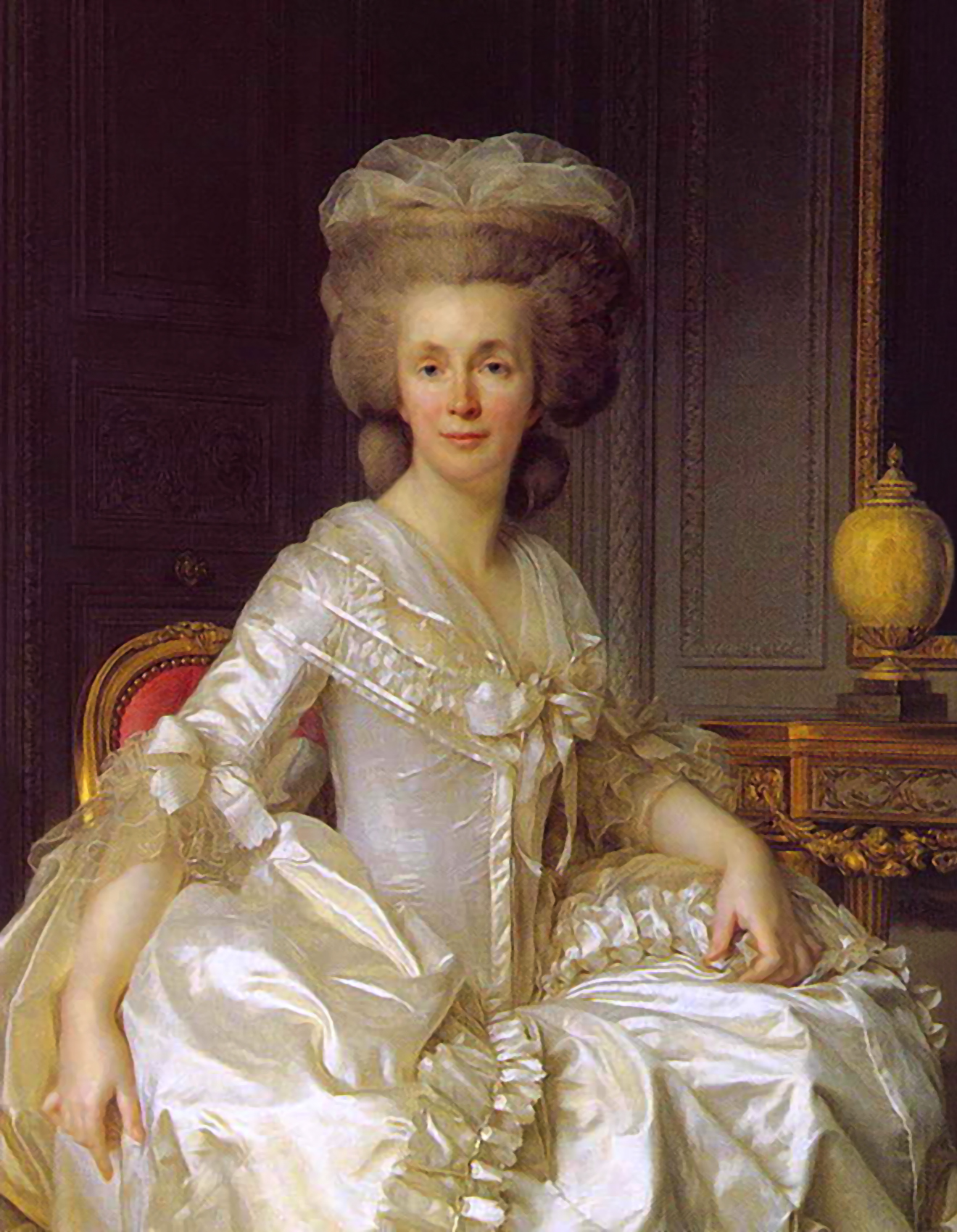
La señora Necker, de soltera Suzanne Curchod.

En 1764, Necker se casa con la hija de un pastor, Suzanne Curchod, que tendrá una gran influencia sobre él. Nombrado ministro de la República de Ginebra en París (1768), piensa seriamente en dedicarse a la política, tarea en la que su esposa lo anima. Se retira en 1772, traspasando sus intereses en la banca a su hermano Luis, y publica un Elogio de Colbert (1773), celebrado por la Academia Francesa, en el que traza un retrato del ministro ideal y en el que se le puede reconocer sin demasiadas dificultades. Se presenta como un pragmático, un espíritu «tierno y flexible», para tratar de diferenciarse del inspector general de Finanzas, Turgot, sólido economista liberal . Símbolo del intervencionismo económico del Estado, Colbert es además la antítesis de Turgot, apóstol del liberalismo económico.
Sin embargo, a priori nada parece que predisponga a Necker para ejercer funciones gubernamentales en Francia: por ser protestante, el acceso al Consejo del rey le está automáticamente cerrado; no conoce a nadie en el gobierno ni en la administración real, y lo único que conoce de la Corte es lo que ha podido ver como embajador de Ginebra.
No obstante, se va a producir en la opinión pública un movimiento favorable a Necker. El 19 de abril de 1775, publica su Ensayo acerca de la legislación y el comercio de grano, en el que denuncia la libertad en el comercio de grano que propugnan los fisiócratas encabezados por Morellet y Turgot. La obra es un éxito editorial, al aparecer en el momento en el que Turgot debe enfrentarse a la guerra de la harina, unos violentos disturbios causados por su política.
El ascenso de Necker contará con el apoyo activo de los habituales del salón de Madame Necker (en el que se reunían por entonces algunos de los intelectuales más destacados de la Ilustración, como Diderot y D’Alembert) y, de modo más amplio, con el del partido filosófico, del que Necker ha tomado varias de sus doctrinas: en el Elogio de Colbert, criticó duramente la propiedad, a la que acusaba, siguiendo la línea de Jean-Jacques Rousseau, de no ser un derecho natural, sino una «ley humana» basada en un «tratado de fuerza y de coacción»; además, justifica la religión por el papel social que desempeña, y sólo reconoce la necesidad de la moral «para contener al pueblo» y la superioridad de la moral cristiana solo porque es «la única capaz de convencer rápidamente, ya que conmueve a la vez que enseña».

### Primer ministerio de Necker (1776-1781)
La muerte del inspector general Clugny de Nuits, que sucedió a Turgot, da a Necker la posibilidad de acceder al gobierno. Al ser protestante, no puede asumir el cargo de inspector general de Finanzas, ya que ello conlleva el derecho a acceder al Consejo del rey. El 22 de octubre de 1776, a los 44 años, es nombrado consejero de Finanzas y director general del Real Tesoro. El 21 de octubre, un oscuro «maître des requêtes» (miembro del Consejo de Estado encargado de presentar con voz deliberativa informes sobre los asuntos que le son sometidos), Louis Gabriel Taboureau des Réaux, fue nombrado oficialmente inspector general, aunque en la práctica el poder de este cargo lo ejercía Necker. Tras varios intentos de dimisión, Taboureau des Réaux acaba dejando el cargo el 29 de junio de 1777, sin que sea sustituido: para señalar de modo más claro su importancia, Necker recibe el título de director general de Finanzas.
Una vez llegado al ministerio, Necker se dedica inmediatamente a reformas importantes, pero de manera menos brusca y precipitada que Turgot. Estas reformas abarcan los campos administrativo, social y financiero.

#### Reformas administrativas

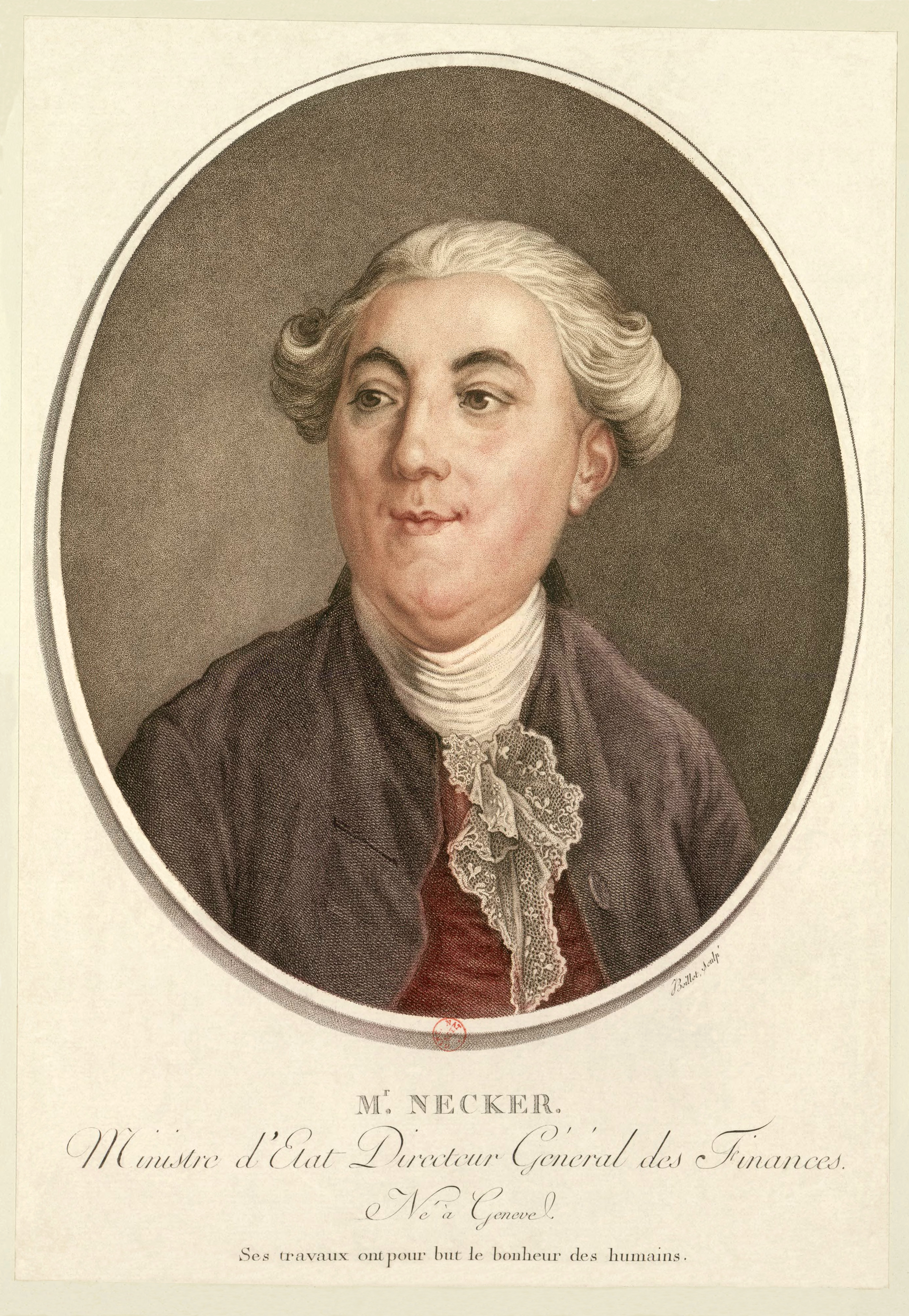
Jacques Necker.

En el terreno administrativo, Necker refuerza el poder de la Inspección General de Finanzas y lo funcionariza: suprime los seis puestos de intendente de finanzas y los intendentes de comercio, los 48 recaudadores generales de finanzas que establecían las generalidades y 27 tesoreros generales e inspectores generales de la Guerra y de la Marina (noviembre de 1778). En lugar de estos funcionarios inamovibles y pagados a comisión, se nombran empleados revocables que reciben una remuneración fija.
Reduce la competencia de la ferme générale a la gabela, al tabaco, al derecho de entrada en París, y reduce de 60 a 40 el número de miembros de esta ferme générale. La percepción de derechos de ayudas pasa a ser desde ese momento competencia de una empresa estatal y la de los derechos de dominio de una administración general de dominios, dirigidas por administradores con remuneración fija.
A la vez que reforzaba el poder de la administración, Necker se esfuerza paralelamente en conseguir que disminuya la arbitrariedad. Crea un comité contencioso de finanzas para preparar los decretos de finanzas, que, a pesar de ser presentados con el sello de decretos del Consejo, habían dejado de ser desde hacía mucho tiempo objeto de deliberación colectiva y en realidad eran obra de los intendentes de Finanzas. La declaración real del 13 de febrero de 1780 explicita además el principio de que los decretos de las tailles (impuestos) solo podrán aumentarse por medio de cartas patentes, registradas en el parlamento, y no ya por simples decretos del Consejo. Además, tratando de templar los ánimos con los parlamentos, decide que las verificaciones solo se podrán llevar a cabo cada veinte años.
Con el fin de limitar el poder extrajudicial de los parlamentos, así como el de los intendentes, Necker crea asambleas provinciales de las que expone los principios en su Memoria al Rey acerca del establecimiento de administraciones provinciales (1776). A diferencia de las que Turgot había diseñado, estas asambleas se basaban en la distinción de los tres órdenes. Tenían la competencia de repartir y recaudar los impuestos, dirigir la construcción de carreteras y hacer al Rey representaciones destinadas a la mejora de la provincia. Se establecieron cuatro, de las que las dos primeras empezaron a funcionar inmediatamente: Berry, Haute-Guyenne, Dauphiné y Bourbonnais.
Necker trata además de establecer un funcionamiento del Estado transparente. Con ese ánimo publica en enero de 1781 su famoso Compte-rendu au Roi (rendición de cuentas al rey»), en el que detalla el funcionamiento de las finanzas reales, los principios de su administración y la situación financiera del país.

#### Medidas sociales
Necker opina que el Estado debe tener un papel activo en el terreno económico y social, lo que le une directamente a Colbert. No cree que el laissez-faire económico pueda generar bienestar en los ciudadanos de modo espontáneo. Para conseguir un equilibrio en la sociedad, el Estado debe ejercer su función asistencial plenamente: «Corresponde al gobierno, intérprete y depositario de la armonía social, a él corresponde hacer para esta clase desheredada todo lo que el orden y la justicia permitan.»
Crea una comisión de hospitales de París y una comisión de reforma de las prisiones, que crean las bases de las ambiciosas reformas de estas instituciones, y que empiezan con la destrucción de las prisiones de Fort-l'Évêque y del Petit Châtelet en París, así como con la construcción de una nueva prisión reservada a los encarcelados por deudas en la rue du Roi de Sicile. También se crea a finales de 1778 el nuevo hospicio de las parroquias de Saint-Sulpices y del Gros-Caillou, financiado por Madame Necker.
En 1779, Necker acaba con las manos muertas en los dominios del rey y en los dominios comprometidos. Un edicto de 1780 autoriza a los hospitales a vender sus bienes inmobiliarios y les anima a que coloquen sus fondos en rentas reales o estatales.

#### Medidas financieras
Estas medidas suscitan, en primera instancia, sorpresa y admiración: «Es extraordinario, escribe el barón de Besenval, que lo que no se atrevieron a llevar a cabo los Ministros más acreditados, o el propio rey, acabe de hacerlo un simple ciudadano ginebrino, M. Necker, [...] ocupando de modo precario un puesto al que su religión, su nacimiento extranjero y la prevención de la nación parecían excluir». La opinión pública aplaude el milagro de un ministro que ha sido capaz de financiar la guerra sin aumentar los impuestos, con un aspecto de competencia que se impone a los que pudieran opinar que esos métodos eran poco ortodoxos.
Pero Necker también se fragua enemistades: al atacar la ferme générale, se enfrenta al mundo de las finanzas; sus asambleas provinciales le quitan el control de los parlamentos; la reducción de gastos de la Corte, señalada en la Rendición de cuentas al rey de enero de 1781, también le crea adversarios numerosos y poderosos.
En la primavera de 1781, se trama una conspiración para conseguir apartar a Necker del poder. El partido de la Corte, animado por los hermanos del Rey, por los príncipes de sangre y por grandes señores, agita la opinión por medio de libelos y panfletos contra el ministro, el más violento de los cuales es la Carta del marqués de Caracciola a M. d'Alembert (1 de mayo de 1781), obra sin duda de Calonne, protegido de Vergennes y del conde de Artois, que aspira a ocupar el puesto de Necker.
A finales de abril, el Parlamento de París se niega a registrar el edicto de creación de una nueva asamblea provincial en Bourbonnais. La creación de esas asambleas tenía como principal objetivo privar a los parlamentos de parte de sus prerrogativas extrajudiciales. Necker lo había planteado en un informe manuscrito remitido al rey de modo confidencial en 1776 del que circulaban varias copias; una de ellas había pertenecido al presidente del parlamento de Guyenne de Gasq, cuyo hijo natural Antoine Nicolas Waldec de Lessard, Maître des requêtes, era colaborador de Necker. Un panfleto, dirigido el 20 de abril de 1781 a seis miembros del Parlamento de París, revela las intenciones del ministro citando este informe. Los parlamentarios se enfurecen y protestan. Convocado en el palacio de Marly, el Primer presidente Étienne François d'Aligre se ve obligado por Luis XVI, en tono seco, a prohibir cualquier discusión sobre el informe de 1778. Pero, para Necker, solo es una pequeña tregua. Luis XVI está preocupado por el cambio en la opinión pública y Maurepas propone ahora el despido del ginebrino.

#### Cese
El 16 de mayo, Necker, tratando de forzar la situación, solicita al rey el registro forzoso del edicto, su entrada en el Consejo y la dirección de los mercados de Guerra y Marina. Tres días después, Luis XVI rechaza categóricamente las tres solicitudes. Necker, deshecho, dimite inmediatamente (19 de mayo de 1781). La noticia causa consternación en París: los parisinos acuden al castillo de Saint-Ouen, residencia estival de Necker, para despedir al ministro caído, quien de ese modo puede medir la popularidad que le queda.
Necker se retira a Saint-Ouen. Viaja a Suiza en 1784 para ordenar obras en su castillo de Coppet y vuelve a Francia en 1785. Publica un nuevo libro, Acerca de la administración de las finanzas, completo tratado sobre las finanzas en tres volúmenes, que aparece en 1784 y que tiene un enorme éxito.
En 1787, Calonne, ante la Asamblea de notables, acusa a Necker de haber engañado a la opinión pública publicando datos falsos en su Rendición de cuentas al rey: según él las cuentas del año 1781, lejos de presentar un superávit como había afirmado Necker, tenían en realidad un déficit de 50 millones. Necker replicó cuestionando los datos de Calonne. Esta respuesta le costó ser desterrado de París y fue el origen de un vivo debate público entre ambos políticos.

### Segundo ministerio de Necker (1788-1789)

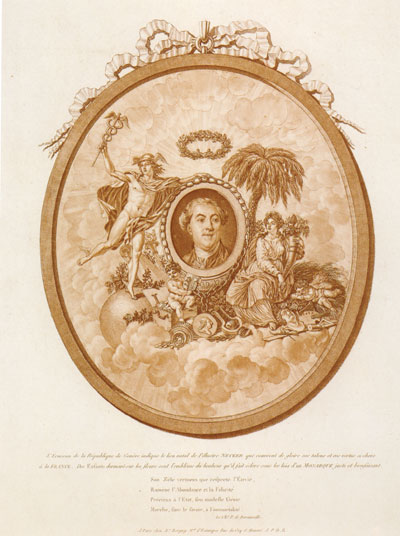
Retrato alegórico de Necker, hacia 1788-[1789].

Tras el fracaso del experimento de Calonne, la monarquía se encuentra en situación de bancarrota. La necesidad de encontrar fondos obliga entonces a Luis XVI a volver a llamar a Necker, a quien nombra director general de finanzas el 25 de agosto de 1788. Dos días después, Necker recibe el título de ministro de Estado que le da acceso a los Consejos.
Esta nueva posición, junto a las circunstancias en las que se desenvuelve el país, le permiten desempeñar un papel político de primer orden. Él hace que se vuelva a convocar el Parlamento de París, cuyos miembros habían sido desterrados. Adelanta la fecha de convocatoria de los Estados Generales. Reúne (en noviembre de 1788) una nueva Asamblea de notables para instituir las modalidades de elección de los diputados, en especial el asunto del voto por cabeza o por estamento, sobre la que no se decidió nada, y la de la duplicación de la representatividad del tercer estado. Sobre ese punto, como era de prever, la Asamblea de notables se pronunció desfavorablemente, pero Necker decidió apoyar la duplicación del tercio (diciembre de 1788), lo que aumentó su popularidad: desde entonces se le considera un «ministro patriota¨ya que hizo la aumentativo de su popularidad
Frente a una importante escasez de trigo, Necker propone medidas liberales tomadas por Loménie de Brienne en materia de comercio de grano: prohíbe la exportación de cereales (7 de septiembre de 1788), así como la compra de grano fuera de los mercados (23 de noviembre de 1788); ordena comprar grano en el extranjero, otorga primas a los importadores y da a las autoridades de policía el poder necesario para aprovisionar los mercados (22 de abril de 1789).
En materia financiera, Necker revoca la suspensión de pagos decretada por Brienne y utiliza expedientes para reunir los 70 millones necesarios para asegurar los pagos hasta la reunión de los Estados generales.
En la apertura de los Estados generales, el discurso de Necker, centrado en las cuestiones financieras mientras los diputados sólo piensan en el tema del voto, es mal recibido. Necker se niega a asistir a la sesión real del 23 de junio de 1789 en la que Luis XVI marca los límites de las concesiones que está dispuesto a hacer a los diputados del tercer estado. Preparando medidas de firmeza ante la Asamblea nacional, el rey despide a Necker el 11 de julio de 1789 por su «extremada condescendencia» con los Estados generales. El ministro deja Francia inmediatamente y se traslada a Bruselas (13 de julio) y luego a Basilea (20 de julio). Una vez conocido, este cese es una de las causas determinantes del levantamiento popular del 14 de julio (Toma de la Bastilla).

### Tercer ministerio de Necker (1789-1790)
Ya el 16 de julio de 1789, Luis XVI se ve obligado a volver a llamar a Necker. Este adopta entonces el título de Primer ministro de finanzas. Inmediatamente se opondrá a la Asamblea Nacional Constituyente, y en especial a Mirabeau. Los diputados rechazan las propuestas financieras de Necker, basadas en sus tradicionales métodos de anticipos y préstamos, mientras Necker se opone a la financiación del déficit con la emisión de asignados. Como dice Mirabeau al rey el 1 de septiembre de 1790: «el actual ministro de finanzas no se encargará de dirigir, como debe ser, la gran operación de los asignados-moneda. No entra fácilmente en sus conceptos y el recurso a los asignados-moneda no lo ha ideado él; incluso se ha determinado a combatirla. Está en todo salvo en buena coordinación con la Asamblea nacional. Ya no gobierna la opinión pública. Se esperaba de él milagros y no ha sido capaz de salir de una rutina que se opone a las circunstancias». En esas condiciones, a Necker solo le queda dimitir, lo que hace el 3 de septiembre de 1790.
Tras su dimisión, Necker se retira a Suiza al castillo de Coppet, en donde seguirá escribiendo. Muere el 9 de abril de 1804.

## Obras
Las obras de Necker se han recopilado en las Œuvres complètes de M. Necker publiées par M. le Baron de Staël, son petit-fils..., Paris, Treuttel et Wurtz, 1820-1821, 15 vol., in-8°.
- Respuesta a la memoria del abad Morellet sobre la Compañía de las Indias, 1769
- Elogio de Jean-Baptiste Colbert, 1773
- Acerca de la legislación y el comercio de grano, 1775
- Memoria al rey acerca del establecimiento de administraciones provinciales, 1776
- Carta al rey, 1777
- Rendición de cuentas al rey, 1781
- Acerca de la Administración financiera de Francia, 1784, 3 vol. in-8°
- Correspondancia de M. Necker con M. de Calonne. (29 de enero - 28 de febrero de 1787), 1787
- Acerca de la importancia de las opiniones religiosas, 1788
- Sobre la Moral natural, seguida de la Felicidad de los necios, 1788
- Suplemento necesario a la importancia de las opiniones religiosas, 1788
- Acerca de la Rendición de cuentas al rey en 1781: nuevas aclaraciones, 1788
- Informe presentado al rey en su Consejo por el Ministro de Finanzas, 1789
- Últimos consejos al rey, 1789
- Homenaje de M. Necker a la nación francesa, 1789
- Observaciones acerca del prólogo del «Libro rojo», hacia 1790
- Opinión en relación al decreto de la Asamblea nacional, acerca de los títulos, los nombres y los blasones, hacia 1790
- Acerca de la administración de M. Necker, 1791
- Reflexiones presentadas a la nación francesa sobre el proceso incoado a Luis XVI, 1792
- Sobre el poder ejecutivo en los grandes estados, 1792
- Sobre la Revolución francesa, 1796
- Curso de moral religiosa, 1800
- Últimas vistas de política y de finanzas, ofrecidas a la Nación francesa, 1802
- Historia de la Revolución francesa, desde la Asamblea de notables hasta e incluida la jornada del 13 vendimiario del año IV (18 de octubre de 1795), 1821

## En el cine
| Año  | Película                   | Director                          | Actor          |
| ---- | -------------------------- | --------------------------------- | -------------- |
| 1989 | Historia de una revolución | Roberto Enrico Richard T. Heffron | Raymond Gérôme |